# Top Notch
Top Notch ist ein in Amsterdam ansässiges Plattenlabel. Gegründet wurde es 1995 von Kees de Koning. Von Anfang an konzentrierte sich Top Notch auf Verträge mit Hip-Hop- und Reggaekünstlern.

## Künstler
Eine Liste der Künstler, welche sich zurzeit im Vertragsverhältnis mit Top Notch befinden.
- Aux Raus
- Damaru
- De Jeugd van Tegenwoordig
- DJ Promo
- Def Rhymz
- DuvelDuvel
- Extince
- Jawat!
- Kempi
- Kiddo Cee
- Kubus
- K-Liber
- Man!ak
- Nina
- Opgeduveld
- Opgezwolle
- Postmen
- Raymzter
- Robert Lee
- Ronnie Flex
- Salah Edin
- SugaCane
- Typhoon
- The Opposites
- U-Niq
- VSOP
- Winne
- Yukkie B.